# Carcaliu
Carcaliu est une commune de Roumanie, située dans le județ de Tulcea.

## Démographie
Lors du recensement de 2011, 94,16 % de la population se déclarent lipovènes, 8,79 % roumains (7 % ne déclarent pas d'appartenance ethnique et 0,04 % déclarent appartenir à une autre ethnie).

## Politique
| Parti | Parti                                              | Sièges |
| ----- | -------------------------------------------------- | ------ |
|       | Parti social-démocrate (PSD)                       | 4      |
|       | Parti national libéral (PNL)                       | 4      |
|       | Alliance des libéraux et démocrates (ALDE)         | 4      |
|       | Communauté des Russes lipovènes de Roumanie (CRLR) | 1      |